# Balinghem
Balinghem is een gemeente in het Franse departement Pas-de-Calais (regio Hauts-de-France). De plaats maakt deel uit van het arrondissement Calais. Balinghem telde op 1 januari 2022 1.225 inwoners.

## Naam
De plaatsnaam heeft een Oudnederlandse herkomst. De oudste vermelding is uit het jaar 1109 als Baulinkehem. Het betreft een samenstelling, waarbij het eerste element een afleiding is van een persoonsnaam + het afstammingsuffix -ing +  -heem (woonplaats, woongebied, dorp, buurtschap). De betekenis van de plaatsnaam is dan: 'woning, woonplaats van de lieden van X'. De huidige Franstalige plaatsnaam is hiervan een fonetische nabootsing.
De spelling van de naam van het dorp heeft door de eeuwen heen gevarieerd. Chronologisch heette het achtereenvolgens: Bavelingkehem of Baulinghem (1109), Bavalinghem (1112), Bavelinghem (1114), Baulingehem (1119), Balingehem (1127), Bavelingehem (1137), Bavilengkem (1145), Balinghem (1155), Bevelinguahem (1164), Balinghehem (1210), Baulinghem (1270), Bavelinghgkehem (1377), Bavelangeen (1412), Ballinghem (1436), Ballingham (1556), Balinghan. Hierna kreeg en behield het zijn huidige naam en spellingswijze.

## Geografie
De oppervlakte van Balinghem bedroeg op 1 januari 2022 5,79 vierkante kilometer; de bevolkingsdichtheid was toen 211,6 inwoners per km².

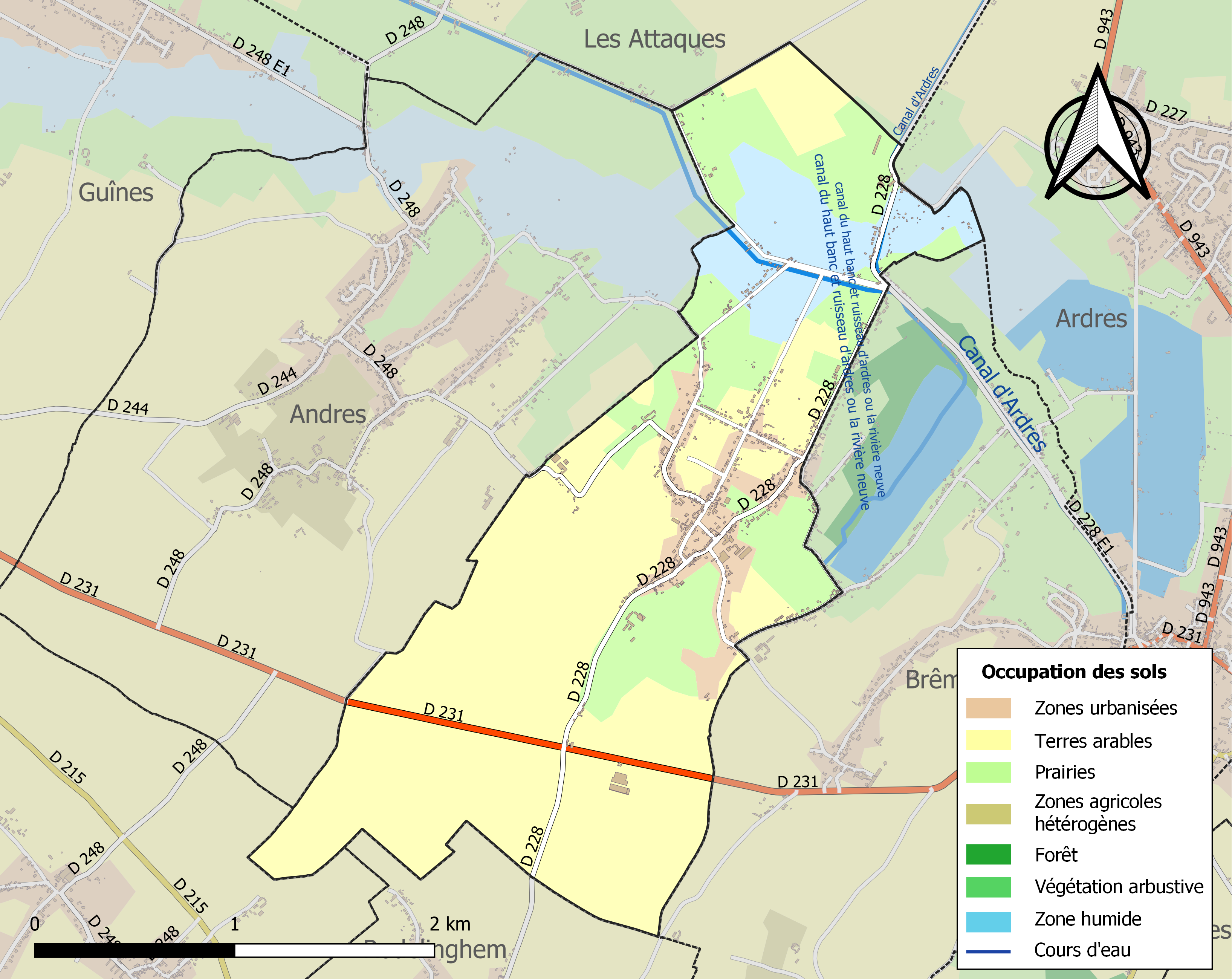
Kaart van de gemeente met belangrijkste infrastructuur, bodemgebruik en omliggende gemeenten

## Demografie
Onderstaande figuur toont het verloop van het inwonertal (bron: INSEE-tellingen).